# Fontanelle (comune italiano)
Fontanelle (IPA: /fontaˈnɛlle/, Fontanełe in veneto) è un comune italiano di 5 608 abitanti della provincia di Treviso in Veneto.

## Geografia fisica

### Territorio
Il territorio di Fontanelle è interamente pianeggiante, escludendo la mutera di Vallonto ormai spianata del tutto, ed è situato a 17-18 metri sul livello del mare.
Nei secoli passati era ricoperto di boschi e paludi, e una testimonianza si trova nel fatto che nel 1952 è stata ritrovata una quercia millenaria di 18 metri di altezza e due di diametro, nel territorio torboso di Santa Maria di Palù. Una sezione di questa quercia dovrebbe trovarsi al pianterreno del Museo di storia naturale di Venezia

### Idrografia
Il comune si trova nella linea delle risorgive, e proprio dai tanti canali e corsi d'acqua prende il nome.
Il principale fiume è il Monticano, seguito dai canali Lia, Rasego, Resteggia e Vallontello.

#### Rasego
Corso d'acqua che si forma in località Fontanelle chiesa da diverse polle di risorgiva, a 18 m s.l.m.
Il sistema del fiume Rasego si forma a Levada di Godega di Sant'Urbano in prossimità della Madonna di Lourdes, un reticolo di canali di risorgiva in parte bonificati chiamati "Fosso Albina" confluiscono nel Rio Albina a sud di Codognè nel Borgo Municipio.
In località Campagne si divide in due rami, il primo prosegue verso Est sempre con il nome di Rio Albina, mentre l'altro procede verso sud in direzione di Fontanelle Chiesa e dove prende il nome di Fiume Rasego. Mentre continua il suo percorso verso Mansuè, a nord di Vallonto riceve da sinistra il canale Vallontello e poi prosegue lambendo Basalghelle dividendosi in due rami: il primo confluisce nel fiume Livenza, il secondo ramo si disperde zona esondabile del Livenza in località Pra dei Gai.
Il fiume scorre per una lunghezza di 16 km e i suoi due affluenti sono il canale Vallontello e il fosso Vallont.

#### Resteggia
Il Fiume Resteggia (o Resteja) nasce nel comune di Godega di Sant'Urbano nella frazione di Bibano, dalle acque di risorgiva della Fossa Zigana che, dopo aver ricevuto le acque di numerosi piccoli affluenti, all'altezza di Levada prende il nome di Canale Resteggia. Prosegue facendo da confine naturale dapprima tra Fontanelle e Gaiarine e successivamente tra Fontanelle e Mansuè.
Lungo 8,85 km, confluisce nel Livenza all'altezza di Portobuffolé.

#### Borniola
Il Fosso Borniola prende forma a nord della frazione di Rai alla Torre di Collalto, attraversa la campagna di Santa Maria di Palù a sud-est del territorio comunale ed infine confluisce nel Monticano alla sua destra orografica poco a sud di Lutrano per una lunghezza totale di 6,8 km
Il Borniola riceve da sinistra le acque del Piavesella, suo principale affluente.

#### Piavesella
Le sorgenti del Piavesella sono localizzate a Vazzola in località Case Fossa.
Il Piavesella, chiamato anche Fossalat ha apporto di acque sorgive lungo tutto il suo corso. Dopo le sorgenti originali lambisce a sud i centri abitati di Visnà e di Fontanellette dove riceve l'apporto di altri fossi di acqua risorgiva.

## Storia

### Le origini e l'età romana
Come suggerisce il toponimo, Fontanelle è una zona ricchissima di risorgive e in origine ospitava un bosco umido di querce; lo provano, tra l'altro, i resti di un albero secolare di quasi 20 metri d'altezza ritrovati presso Lutrano nel 1952.
Le tracce umane più antiche consistono in alcuni utensili in pietra oggi conservati al Museo di Oderzo. Sulla base di questi, si ritiene che nel neolitico il territorio fosse attraversato da cacciatori provenienti dal Montello.
In epoca romana la zona fu certamente abitata, vista anche la vicinanza al municipium di Oderzo e il passaggio di una strada diretta a Serravalle. Di questo periodo sono i resti di ceramiche, laterizi e altro materiale.

### Il medioevo
L'importanza di Fontanelle crebbe durante il medioevo come sede di una pieve dipendente dalla diocesi di Ceneda e con giurisdizione sulle chiese di Cimetta, Codognè, Fontanellette, Vallonto e Visnà. Questa organizzazione si confondeva con quella politica, basata su ville e colmelli.
In questo periodo fu inoltre organizzata una confraternita dei Battuti, sul modello di quella di Oderzo fondata nel 1313.
Secondo alcune fonti a Fontanelle era presente un castello, con localizzazione a nord- ovest del capoluogo.

### La Repubblica di Venezia
Con l'arrivo della Serenissima, Fontanelle fu confermata feudo dei Porcia, a loro volta vassalli del Patriarcato di Aquileia.

### Prima guerra mondiale
L'occupazione delle truppe austro-ungariche ebbe luogo dall'8 novembre 1917 al 31 ottobre 1918. Alcune testimonianze dei disagi subiti dai fontanellesi durante l'occupazione sono date dagli scritti dell'allora prete Saccon, che li raccolse nel suo diario. Qualche anno fa, questi vennero editi dal Comune in edizione limitata in meno di 500 copie.

### Simboli
Lo stemma comunale e il gonfalone sono stati concessi con decreto del presidente della Repubblica del 12 giugno 1984.
Lo stemma si può blasonare:
Il gonfalone è un drappo di bianco.

## Monumenti e luoghi d'interesse

### Villa Marcello del Majno
La villa Marcello è una villa veneta situata nella parte nord del comune, nelle vicinanze della chiesa arcipretale di San Pietro.
Non si sa la data di costruzione, ne chi fu l'architetto.
Nel 1700 era di proprietà della Famiglia Tiepolo di Venezia (la famosa famiglia di pittori), ma non si sa da quanto appartenesse a detta famiglia.
Esiste anche oggi un legato Tiepolo sul benefico parrocchiale di Fontanelle.
La villa era stata costruita come "casa da caccia" della famiglia Tiepolo.
I Tiepolo fecero anche costruire anche un oratorio dedicato a san Saba Stratelate perché in essa dovevano essere custodite le spoglie del santo portate a Venezia dall'oriente.
La villa attualmente appartiene alla famiglia Marcello-Del Majno

### Villa Galvagna Giol
Villa di stile neogotico veneziano situata al confine con il comune di Oderzo. Possiede un ampio parco storico che si estende su dieci ettari con un laghetto formato da un ramo del fiume Lia.
La Villa è in ottimo stato di conservazione grazie all'importante ristrutturazione ad opera della famiglia Giol.
Un luogo perfetto e incantato dove organizzare eventi, matrimoni e feste private.

## Società

### Evoluzione demografica
Abitanti censiti

### Etnie e minoranze straniere
Al 31 dicembre 2023 gli stranieri residenti nel comune erano 572, ovvero il 10,0% della popolazione. Di seguito sono riportati i gruppi più consistenti:
1. Romania 181
2. India 130
3. Albania 93
4. Senegal 24

### Disoccupazione
Nel censimento del 2001 il comune di Fontanelle è risultato essere il comune del Veneto con meno disoccupati. Il dato indica che solo lo 0,9% della popolazione di Fontanelle è disoccupato, dato tra i migliori d'Italia.

## Cultura

### Manifestazioni
- Fine del mese di maggio: Fontanelle Incanta.
- maggio: Su e zo par el Montegan (marcia)
- giugno: Sagra dei Santi Pietro e Paolo
- luglio: Palio delle contrade a Lutrano (partecipano: Lutrano, Fontanelle, Vallonto e Fontanellette-Santa Maria del Palù)
- luglio-agosto: festa del vino di Vallonto
- agosto-settembre: sagra di Fontanellette
- ultima domenica di agosto: Quattro passi par Lutran (marcia)

#### Palio delle contrade
Il palio delle contrade si gioca ogni anno dal 2006 nel mese di luglio presso impianti sportivi di Lutrano. Le 4 contrade si sfidano nella Pallavolo, nel calcio a 5, nel Calcio a 7 nelle Bocce e nella Pallamano
Le quattro contrade sono:
- Lutrano
- Fontanelle
- Fontanellette-Santa Maria di Palù
- Vallonto

#### 1º Torneo di Beachandball “Città di Fontanelle”
Il 1º Torneo di Beachandball “Città di Fontanelle” è un torneo di pallamano sulla sabbia che si è disputato nel piccolo campo di Beach handball di Fontanelle il 18 e il 19 luglio 2009 tra 6 squadre maschili (Cellini, CUS Venezia, Oderzo, Fontanelle, Torri e Sanfiorese) e 4 Squadre femminili (Oderzo, Fontanelle, Malo e Mestrino). La vittoria finale nel torneo maschile è andata al Cellini, mentre la squadra di casa è arrivata quarta, e nel torneo femminile ha vinto il Mestrino, con il Fontanelle ultimo.

## Geografia antropica

### Frazioni
Il comune riconosce come frazioni le borgate di Fontanellette, Lutrano e Vallonto. Per la sua importanza, lo statuto comunale menziona anche la località di Santa Maria del Palù ma non i piccoli abitati di Lorenzon e Levade.

#### Fontanellette
Centro a sud-ovest di Fontanelle.

#### Lutrano
Abitato a sud-est di Fontanelle, verso Oderzo, di circa 3 000 abitanti. La chiesa è intitolata a san Nicola di Bari.

#### Vallonto
Minuscola borgatella posta a nord-est del capoluogo di circa 700 abitanti. La chiesa parrocchiale è intitolata ai Santi Simone e Giuda; il campanile, costruito nel 1949, raggiunge la ragguardevole altezza di 49,90 m. Il paese è attraversato dal canale Vallontello, che si immette nel fiume Rasego; quest'ultimo segna il confine con Gaiarine.
L'origine di Vallonto va ricercata in epoca romana, quando rappresentava un piccolo insediamento nei dintorni di un vallum, ovvero di una fortificazione. La prima citazione è tuttavia molto più tarda: nel 1177, tra le chiese dipendenti dall'ospedale di Santa Maria del Piave venne elencata anche la chiesa di San Salvatore di Vallonto. In epoca medievale fu compresa tra le dipendenze del patriarcato di Aquileia.

#### Santa Maria del Palù
Località di campagna all'estremità sud del comune.
La chiesa di Santa Maria alla Fontanella è un edificio ottagonale costruito all'inizio del XX secolo sui resti di un precedente luogo di culto medievale. Quest'ultimo esisteva già nel 1185 come risultava una bolla di Papa Lucio III. All'interno si trova una fontanella d'acqua alla quale, secondo la tradizione, sono attribuite proprietà curative per le malattie degli occhi.
Interessante anche villa Galvagna-Giol con il grande parco annesso.

## Amministrazione
| Periodo           | Periodo           | Primo cittadino   | Partito         | Carica                    | Note   |
| ----------------- | ----------------- | ----------------- | --------------- | ------------------------- | ------ |
| 1945              | 1960              | Egidio Casagrande | DC              | Sindaco                   |        |
| 1960              | 1964              | Giorgio Gherlenda | DC              | Sindaco                   |        |
| 1964              | 1977              | Aurelio Maronese  | DC              | Sindaco                   |        |
| 1977              | 1978              | Ruggero Tonello   | DC              | Sindaco                   |        |
| 1980              | 1980              | Aurelio Maronese  | DC              | Sindaco                   |        |
| 1981              | 1990              | Luigino Rui       | DC              | Sindaco                   |        |
| 4 luglio 1990     | 13 settembre 1993 | Tiziano Zanet     | DC              | sindaco                   | [ 14 ] |
| 13 settembre 1993 | 13 giugno 1994    | Paola De Palma    | -               | commissario straordinario |        |
| 13 giugno 1994    | 28 maggio 2002    | Giovanni Pisani   | centro-sinistra | Sindaco                   | [ 15 ] |
| 28 maggio 2002    | 8 maggio 2012     | Antonio D'Amico   | centro-destra   | Sindaco                   | [ 16 ] |
| 8 maggio 2012     | 13 giugno 2022    | Ezio Dan          | Lega Nord       | Sindaco                   | [ 17 ] |
| 13 giugno 2022    | in carica         | Maurina Sessolo   | Lista civica    | Sindaco                   |        |

### Gemellaggi
- Auterive, dal 1989[18]

## Sport
Nel comune operano molte società sportive, molte delle quali a livello dilettantistico.

### Società sportive
U.S.D. Fontanelle Calcio 
Squadra di calcio del capoluogo, che gioca nella stadio comunale di Via Kennedy.
Nel 2012 ha vinto il campionato di prima categoria, assicurandosi il ritorno in Promozione.
Attualmente milita nel campionato di Promozione Veneto.
 Pallamano Oderzo-Fontanelle 
La società nasce nel 1984 dall'amore del prof. Giuseppe Dal Molin per questo sport quasi sconosciuto in terra opitergina, che lo ha promosso nelle scuole di Oderzo e Fontanelle. Con il nome di Pallamano Oderzo-Fontanelle, che diventerà poi l'odierna Pallamano Oderzo, ragazzi e ragazze prendono parte a numerosi campionati giovanili, facendo accrescere a poco a poco la fama della società.
I primi successi importanti arrivano nel 1998, quando l'under 18 maschile approda alle fasi interregionali.
Nel 2003 i ragazzi dell'under 15 diventano i vicecampioni d'Italia, e nel 2005 conquistano il bronzo nelle finali nazionali.
Nel 2008 i ragazzi under 16 conquistano il titolo regionale, ma nonostante questo non brillano nelle finali nazionali; le ragazze under 16 si laureano campionesse regionali e poi vicecampionesse d'Italia alle finali di Pescara, mentre i ragazzi under 14 conquistano lo scudetto a Misano Adriatico.
I più piccoli, gli under 12 e gli under 10 partecipano ai tornei locali e regionali, ottenendo molti successi.
 Kallima Volley 
La pallavolo Lutrano nasce nel 1982-1983 quando Nello Mosole, insegnante presso le scuole elementari di Lutrano, inizio a promuovere lo sport nella scuola stessa.
Nel 1985 viene costituita la società sportiva Pallavolo Lutrano, affiliata alla Federazione Italiana Pallavolo nel 1986-1987.
Nella stagione 1993-1994 la squadra approdò in serie C2 regionale.
Successivamente la squadra si allargò ai vicini comuni di Mansuè ed Ormelle, prendendo il nome di Kallima Volley. La denominazione Kallima fa riferimento a una particolare specie di farfalla sudamericana, che è il simbolo della squadra.
Nella stagione 2007-2008 la squadra ha conquistato la promozione in serie C regionale..
 Nuova Polisportiva Vallonto 
Associazione sportiva fondata nel 1983 impegnandosi nella pallavolo, atletica, e corsa campestre arrivando in pochi anni a oltre 100 atleti. Visti gli ottimi risultati conseguiti nei campionati amatoriali CSI di pallavolo maschile e femminile, decide di iscriversi alla FIPAV iniziando dall'ultima categoria disponibile: la terza divisione. Nel 1988 la Polisportiva Vallonto si costituisce come società a tutti gli effetti. Dopo aver militato nella serie C regionale per alcuni anni, la società viene sciolta. Sulle ceneri della vecchia società nasce la Nuova Polisportiva Vallonto che partecipa attualmente ai campionati provinciali UISP, alle manifestazioni UISP organizzate dalla Lega Pallavolo del Veneto e ai Campionati Nazionali. La squadra principale è appartenente alla categoria Pallavolo mista in cui giocano tre uomini e tre donne.
Trofei vinti:
- 2007 4º Palio di Sant'Orso presso Saint-Vincent in Valle d'Aosta.
- 2013 Coppa Interregionale UISP pallavolo mista presso Caorle in Veneto.
- 2015 Coppa Italia UISP pallavolo mista presso Rimini in Emilia-Romagna.
- 2016 Campionato Interprovinciale Treviso-Venezia UISP pallavolo mista presso Mansuè in Veneto.
- 2017 4ª Supercoppa Nazionale UISP pallavolo mista presso Firenze in Toscana.
- 2017 Campionato Interprovinciale Treviso-Venezia UISP pallavolo mista presso Dese in Veneto.
- 2018 Campionato Interprovinciale Treviso-Venezia UISP pallavolo mista in Veneto.
- 2019 Campionato Interprovinciale Treviso-Venezia UISP pallavolo mista in Veneto.
- 2021 Campionato Interprovinciale Treviso-Venezia-Padova UISP pallavolo mista in Veneto.
- 2022 8ª Supercoppa Nazionale UISP pallavolo mista presso Martellago in Veneto.
- 2022 Campionato Nazionale Eccellenza Scudetto UISP pallavolo mista presso Rimini in Emilia-Romagna.
- 2023 Campionato Interprovinciale Treviso-Belluno CSI pallavolo mista in Veneto.
- 2024 Coppa Italia Nazionale Eccellenza UISP pallavolo mista presso Rimini in Emilia-Romagna.
- 2025 Coppa Italia Nazionale Eccellenza UISP pallavolo mista presso Rimini in Emilia-Romagna.

 Amatori calcio Lutrano 
La squadra amatoriale di calcio di Lutrano può vantare la vittoria di tre titoli italiani ed altri numerosi successi
ai livelli regioni e provinciali. Nell'estate 2011 ha anche disputato i campionati europei, uscendo ai calci di rigore nei quarti di finale contro i francesi. Nel 2015 il Lutrano è diventato campione d'Europa nel torneo svoltosi in Italia.